# Rubricelle
Als Rubricelle (Neulateinische Ableitung von rubrica = Rötel, rote Farberde) bezeichnete man im 19. Jahrhundert das Gebetbuch der Katholiken, weil in diesem viele Buchstaben rot gedruckt waren.

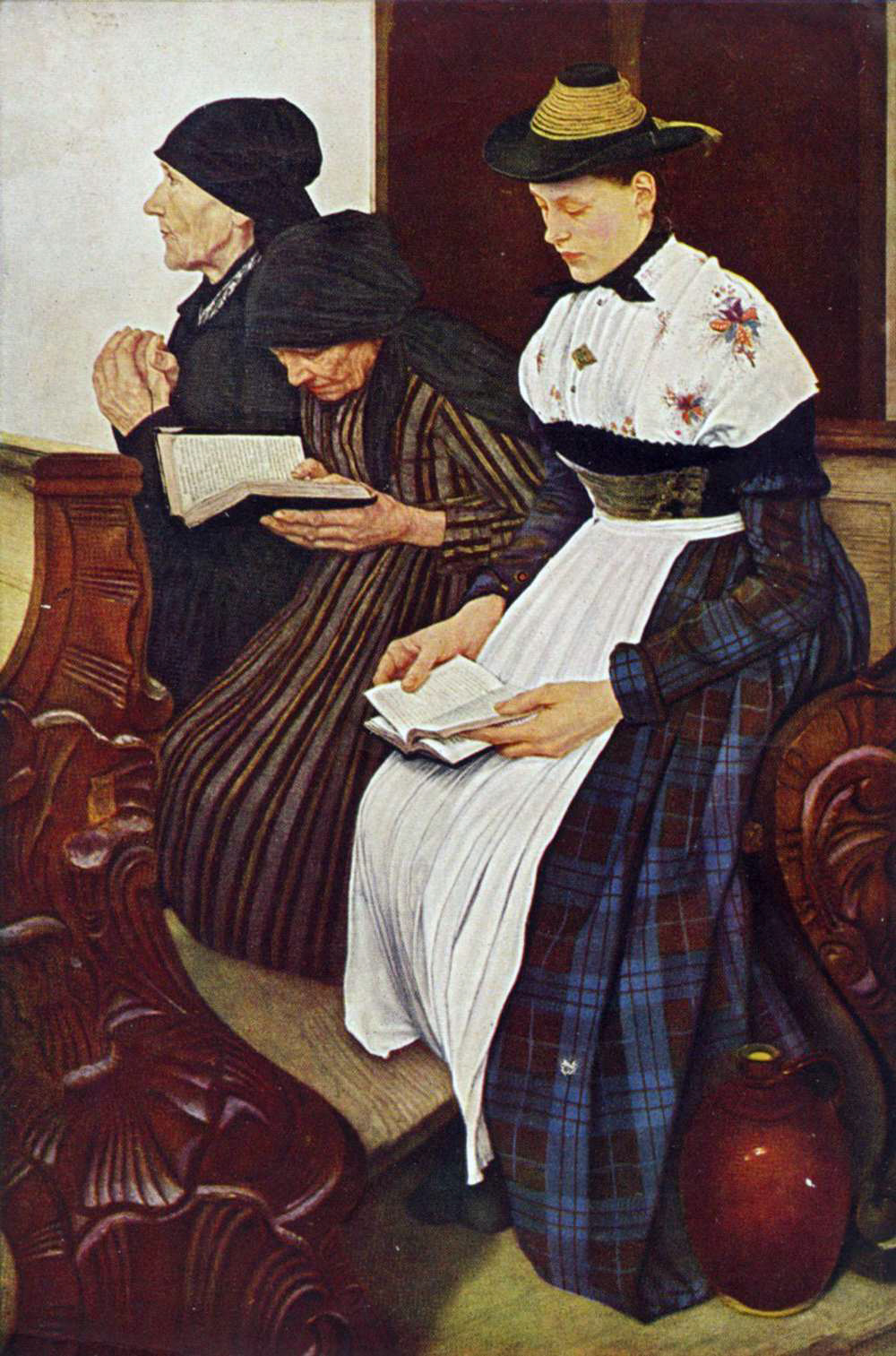
„Die drei Frauen in der Kirche“, Wilhelm Leibl, 1881

Durch diese Benennung von protestantischer Seite her offenbarte diese jedoch ihre eigene Unkenntnis der althergebrachten Initialen am Anfang eines Kapitels. In ihrer eigenen Buchdrucktradition war aus calvinistischer Strenge heraus auf die farbige Gestaltung bewusst verzichtet worden. Allerdings hatte dieser leicht diffamierende Begriff auch einen wahren Kern: Mit Hinblick auf eine vorwiegend weibliche Leserschaft hatten die mehrheitlich süddeutschen Verlage auf die Gestaltung der als Erbauungsliteratur gedachten Werke besonderen Wert gelegt.
Die farbige Fassung, eine Goldprägung, Radierungen, Seiten mit Goldschnitt, hochwertiger Ledereinband und dergleichen mehr machten diese Form von „Gebetbüchlein“ zu kleinen Kostbarkeiten, die ihre Besitzer gerne vor dem Gottesdienst und in der Öffentlichkeit als Statussymbol präsentierten.
Der künstlerische Betrachter des ländlichen Alltagslebens während des letzten Drittels des 19. Jahrhunderts, Wilhelm Leibl, führt in seinem Gemälde „Die drei Frauen in der Kirche“ gleich drei Beispiele derartiger „Messgebetbüchlein“ an. In dem Betrachter nächstgelegenen Exemplar sind bei genauer Betrachtung die namensgebenden roten Buchstaben zu erkennen.